# Gamzigrad
Gamzigrad (em sérvio: Гамзиград) é um sítio arqueológico, resort e Patrimônio Mundial da UNESCO localizado na Sérvia, ao sul do Rio Danúbio, próximo à cidade de Zaječar. É nesta região que encontra-se o complexo de palácios e templos romanos de Félix Romuliana, fundada pelo imperador romano Galério (r. 305–311). A área principal cobre cerca de 40 000 m2

## UNESCO
Gamzigrad foi inscrito como Patrimônio Mundial por "ser um grupo de construções única no que se refere a sua função cerimonial e memorial."